# Dynatosoma abdominale
Dynatosoma abdominale är en tvåvingeart som först beskrevs av Rasmus Carl Staeger 1840.  Dynatosoma abdominale ingår i släktet Dynatosoma, och familjen svampmyggor. Arten har ej påträffats i Sverige.